# Aeroportul Xieng Khouang
Aeroportul Xieng Khouang (IATA: XKH, ICAO: VLXK) este un aeroport din Pek District⁠(d), Xiangkhouang Province⁠(d), Laos.
Situat la o altitudine de 1.050 m, aeroportul dispune de o singură pistă.